# ماكس هيرش (اقتصادي)
ماكس هيرش (بالإنجليزية: Max Hirsch)‏ هو اقتصادي أسترالي، ولد في 21 سبتمبر 1852 في كولونيا في ألمانيا، وتوفي في 4 مارس 1909.